# První vláda Leviho Eškola
První vláda Leviho Eškola byla sestavena Levi Eškolem 26. června 1963, v polovině pátého Knesetu. Byla to první vláda sestavená Levi Eškolem po druhé demisi Davida Ben Guriona.
Koalici stejně jako v předchozí vládě tvořily strany: Mapaj, Národní náboženská strana, Achdut ha-avoda, Po'alej Agudat Jisra'el, Šituf ve-achva a Pokrok a rozvoj. Došlo k několika změnám: Eškol nahradil Ben Guriona ve funkci předsedy vlády a ministra obrany, Pinchas Sapir nahradil Eškola ve funkci ministra financí a Abba Eban nahradil Zalmana Arana ve funkci ministra školství a kultury a stal se místopředsedou (Eban byl druhým místopředsedou izraelských vlád vůbec). Eškol jeho vládu prezentoval jako „vládu kontinuity“. Náměstci ministrů byli jmenováni 1. července.
Vláda podala demisi po Eškolově rezignaci 14. prosince 1964. Eškol odstoupil kvůli sporu s Ben Gurionem ohledně Lavonovy aféry, který chtěl, aby tuto aféru vyšetřil Nejvyšší soud Státu Izrael. Druhá vláda Leviho Eškola byla sestaveno o týden později.

## Členové vlády
| Vláda                                | Vláda                               | Vláda                     |
| Úřad                                 | Člen vlády                          | Politická strana          |
| ------------------------------------ | ----------------------------------- | ------------------------- |
| Předseda vlády                       | Levi Eškol                          | Mapaj                     |
| Místopředseda vlády                  | Abba Eban                           | Mapaj                     |
| Ministr zemědělství                  | Moše Dajan (do 4. listopadu 1964)   | Mapaj                     |
| Ministr zemědělství                  | Chajim Gvati (od 9. listopadu 1964) | Nebyl členem Knesetu      |
| Ministr obrany                       | Levi Eškol                          | Mapaj                     |
| Ministr rozvoje                      | Josef Almogi                        | Mapaj                     |
| Ministr školství a kultury           | Zalman Aran                         | Mapaj                     |
| Ministr financí                      | Pinchas Sapir                       | Mapaj                     |
| Ministryně zahraničních věcí         | Golda Meirová                       | Mapaj                     |
| Ministr zdravotnictví                | Chajim-Moše Šapira                  | Národní náboženská strana |
| Ministr bydlení                      | Josef Almogi                        | Mapaj                     |
| Ministr vnitra                       | Chajim-Moše Šapira                  | Národní náboženská strana |
| Ministr spravedlnosti                | Dov Josef                           | Nebyl členem Knesetu      |
| Ministr práce                        | Jig'al Alon                         | Mapaj                     |
| Ministr policie                      | Bechor-Šalom Šitrit                 | Mapaj                     |
| Ministr pro poštovní služby          | Elijahu Sason                       | Nebyl členem Knesetu      |
| Ministr náboženství                  | Zerach Warhaftig                    | Národní náboženská strana |
| Ministr obchodu a průmyslu           | Pinchas Sapir                       | Mapaj                     |
| Ministr dopravy                      | Jisra'el Bar Jehuda                 | Achdut ha-avoda           |
| Ministr sociální péče                | Josef Burg                          | Národní náboženská strana |
| Ministr bez portfeje                 | Akiva Govrin (od 1. prosince 1963)  | Mapaj                     |
| Náměstek ministra obrany             | Šimon Peres                         | Mapaj                     |
| Náměstek ministra školství a kultury | Kalman Kahana                       | Po'alej Agudat Jisra'el   |
| Náměstek ministra školství a kultury | Aharon Jadlin (od 1. června 1964)   | Mapaj                     |
| Náměstek ministra zdravotnictví      | Jicchak Rafa'el                     | Národní náboženská strana |
| Náměstek ministra vnitra             | Šlomo Jisra'el Ben Me'ir            | Národní náboženská strana |